# Bombardamenti strategici durante la seconda guerra mondiale
Con bombardamenti strategici durante la seconda guerra mondiale ci si riferisce a tutti i bombardamenti aerei di natura strategica che ebbero luogo tra il 1939 e il 1945 e che coinvolsero le nazioni impegnate nella guerra.
Un bombardamento aereo viene considerato "strategico" quando non è direttamente collegato alle operazioni che si svolgono sui campi di battaglia ed il suo scopo non è obbligare il nemico a cessare la guerra sconfiggendone le forze armate, quanto piuttosto colpendo la fonte della sua potenza militare.
Questo può essere ottenuto attraverso la distruzione dei mezzi materiali necessari al nemico sia per il suo sostentamento che per la continuazione della guerra (fabbriche di armi, fonti di rifornimento, vie di comunicazione, industrie...ecc.); oppure sconvolgendo la vita della popolazione civile in modo da renderla durissima (per esempio colpendo indiscriminatamente le città nemiche), affinché sia essa stessa a richiedere ai propri governanti di stipulare un trattato di pace.

## Battaglia d'Inghilterra

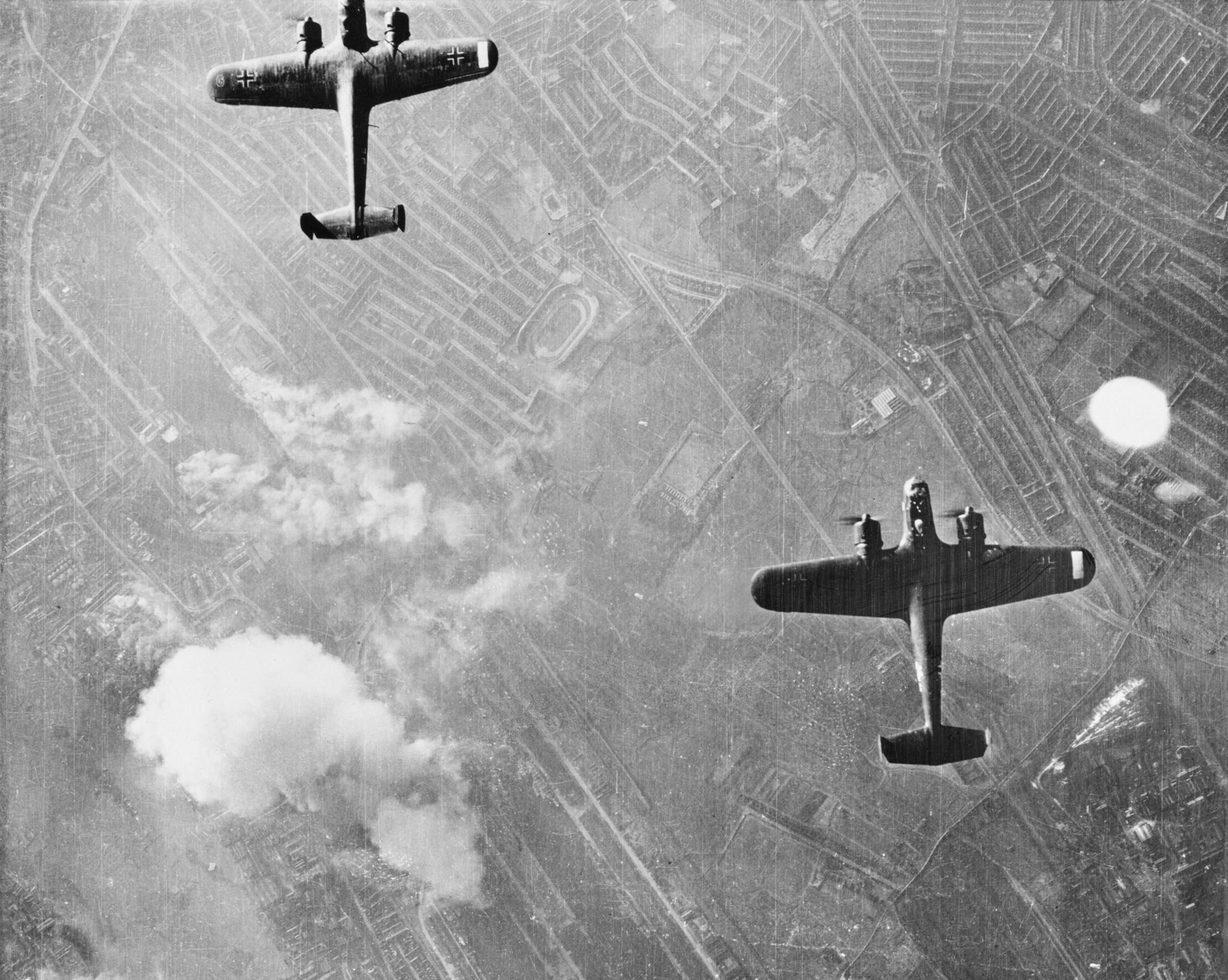
Una coppia di bombardieri medi Dornier Do 17 della Luftwaffe in missione di bombardamento su Londra.

I primi bombardamenti strategici vennero effettuati dai tedeschi sull'Inghilterra durante la battaglia d'Inghilterra, che doveva essere il preludio alla poi abortita operazione d'invasione dell'isola (operazione Leone Marino), per distruggere la produzione industriale inglese, come ad esempio la fabbrica aeronautica di Castle Bromwich dove venivano prodotti gli Spitfire, le installazioni militari e il morale della popolazione. Durante queste operazioni, in risposta al bombardamento di Monaco di Baviera, venne effettuato il bombardamento di Coventry, che per scelta di Hitler causò un elevato numero di vittime tra la popolazione anche se uno degli obiettivi era quello di distruggere la produzione industriale decentrata in vari minilaboratori posti nell'area urbana.
Il motivo strategico della battaglia fu la volontà tedesca di conquistare la supremazia sui cieli della Manica e dell'Inghilterra meridionale, come condizione preliminare per l'attuazione del piano d'invasione dell'isola per vanificare la supremazia della Royal Navy che avrebbe impedito qualunque tentativo di attraversamento del canale della Manica.
La battaglia terminò con un pieno successo da parte dell'aviazione britannica, che mantenne il controllo aereo della Manica e segnò un punto di svolta importante a favore delle forze alleate nel corso della guerra, costringendo Hitler a rinunciare al piano di invasione del Regno Unito.
Gli storici di scuola inglese affermano che la battaglia durò dal 10 luglio al 31 ottobre 1940 (periodo di maggior intensità delle incursioni aeree diurne). Per contro, le fonti tedesche danno come inizio della battaglia la metà di agosto 1940 e ne pongono la fine nel maggio 1941, quando furono ritirate dal fronte le unità di bombardieri in previsione dell'attacco alla Russia, operazione Barbarossa.
In effetti, durante il prosieguo della guerra il territorio britannico e Londra in particolare vennero
bombardati pesantemente con le cosiddette bombe volanti V1 e dai razzi V2, e sporadicamente da incursioni di bombardieri convenzionali, che provocarono numerosissime vittime tra la popolazione civile oltre che uno stato di continua tensione nella popolazione; per controbattere la minaccia la RAF dovette impegnare un forte numero di unità di intercettazione, sottraendole alle operazioni al fronte, fino a che l'avanzata degli Alleati in Francia e Paesi Bassi non eliminò le basi dalle quali proveniva la minaccia.

## Bombardamenti sull'Italia
L'Italia, dopo la dichiarazione di guerra alla Francia e alla Gran Bretagna, venne fatta oggetto di alcuni bombardamenti da parte della Royal Air Force su Torino e Genova, di scarsissima efficacia nel centrare gli obiettivi previsti ma che provocarono comunque una quindicina di morti civili. Il 13 luglio 1943 la Royal Air Force con un bombardamento notturno provocò 813 morti a Torino. Contemporaneamente l'Armée de l'air effettuò vari attacchi in Piemonte e Liguria con scarsi risultati, mentre le incursioni diurne su Trapani e Palermo provocarono 45 morti. Tra la fine del 1942 e l'estate del 1943 le città del "Triangolo Industriale" furono soggette a pesanti "area bombings" da parte degli aerei del "Bomber Command" provenienti dalle basi inglesi. Quando gli Alleati conquistarono il nord Africa, le città italiane entrarono nel raggio di azione dei bombardieri pesanti B-17, B-24, Lancaster ed Halifax. Tra i bombardamenti più pesanti, quello del 19 luglio 1943 su Roma, di Napoli e quelli dell'Agosto del 1943 su Milano. Diverse azioni di bombardamento vennero effettuate anche su Napoli, La Spezia e in Sardegna presso Cagliari e La Maddalena, principali porti della Regia Marina, con pesanti danni alle navi e gravi perdite anche tra la popolazione civile. Pesantissimi furono poi i bombardamenti di Reggio Calabria del 1943 con 24 bombardamenti solo sulla città di Reggio, senza contare quelli sui centri minori vicini. Nonostante gli obiettivi di interesse militare fossero distrutti, i bombardamenti si protrassero ulteriormente e il 9 settembre gli inglesi entrarono in una città ridotta a un mucchio di macerie; i morti furono 3.986, i feriti 12.043 e il 70% degli edifici era distrutto o danneggiato. Tra le altre città colpite pesantemente dai bombardamenti, nel corso della guerra, si ebbero: Ancona, Avezzano, Bari, Capua, Cassino, Frascati, Frosinone, Grosseto, Isernia, La Spezia, Livorno, Palermo, Pisa, Pescara, Porto Santo Stefano, Potenza, Rimini, San Benedetto del Tronto, Treviso, Zara, Foggia.
Gli strateghi modificarono, nel corso del conflitto, le loro pianificazioni e a dimostrazione di come le circostanze e le missioni venissero pianificate anche con assolute novità è emblematica la Operazione Bellicose: tale missione svolse nel Giugno del 1943 il compito di bombardare con 60 apparecchi Avro Lancaster, una volta decollati dai campi di volo britannici, un impianto industriale in Germania e, raggiunta l'Algeria e riforniti di nuove bombe, il Gruppo colpì con successo anche la base navale di La Spezia, nel viaggio di ritorno in Gran Bretagna: venne anche definito come il primo ''bombardamento shuttle''.

## Bombardamenti su Malta

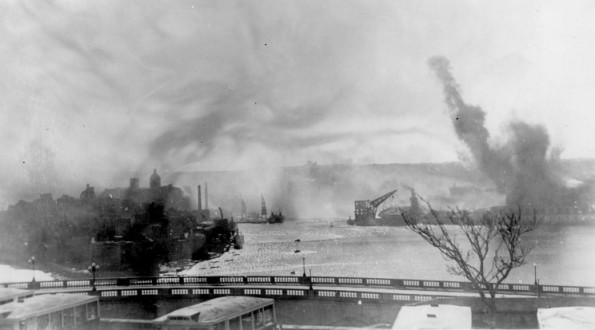
La HMS Illustrious sotto gli attacchi degli Ju 87 nel Grand Harbour. La portaerei è a destra della grande gru.

Malta, al centro del canale di Sicilia e in una posizione strategica per controllare le rotte dall'Italia all'Africa e da Gibilterra ad Alessandria, era ritenuta dai britannici uno dei primi obiettivi italiani dopo lo scoppio delle ostilità, e pertanto le sue difese vennero depauperate per diminuire le probabili perdite. Vista la scarsa aggressività iniziale da parte italiana, l'isola venne rinforzata di aerei e navi, impianti radar e batterie costiere, e divenne una spina nel fianco dell'Asse. Di conseguenza venne sottoposta a pesanti e continui bombardamenti da parte della Regia Aeronautica e successivamente anche da parte del X Corpo Aereo tedesco, che venne inviato in Sicilia per neutralizzare la minaccia.
L'isola venne costantemente rifornita - sebbene con perdite molto pesanti - e i bombardamenti strategici continuarono anche in vista dell'operazione C3, che infine venne cancellata. Dopo di allora, i bombardamenti andarono a diminuire fino a cessare con lo sbarco in Sicilia da parte degli alleati.

## Campagna alleata sulla Germania
La campagna di bombardamento aereo sulla Germania venne iniziata dalla Royal Air Force (RAF) britannica nel 1939. Nel tentativo di ostacolare le operazioni della Kriegsmarine, numericamente inferiore alla Royal Navy, ma molto aggressiva, nell'arco di vari mesi fra il 1939 e il 1940, la RAF effettuò numerosi raid di bombardieri contro i porti militari tedeschi, le fabbriche di U-Boot, i cantieri navali e i depositi di munizioni navali; in particolare a Wilhelmshaven e Kiel. Le conseguenti battaglie aeree contro la Luftwaffe furono molto sanguinose: la RAF arrivò a perdere fino al 50% dei bombardieri Vickers Wellington ad ogni sortita, poiché i bombardieri britannici erano costretti ad effettuare le loro missioni senza alcun caccia di scorta (la RAF non disponeva ancora di caccia a lungo raggio) e i bombardieri, da soli, non riuscivano a difendersi efficacemente dai Bf 109 e Bf 110 della Luftwaffe. Ciò risultò molto evidente, ad esempio, il 18 dicembre 1939 durante la battaglia della Baia di Helgoland, dove su 22 Wellington decollati per l'attacco, 10 vennero abbattuti, 2 ammararono per i danni e 3 si schiantarono in atterraggio; e per i britannici la situazione peggiorò in altre battaglie aeree successive.
Il Bomber Command della RAF colpì in seguito, durante missioni quasi esclusivamente notturne, obiettivi in Scandinavia e in Francia, con risultati però deludenti sia sul piano dei danni arrecati che su quello dei danni subiti, complice la scarsa esperienza degli equipaggi di volo, la caccia notturna tedesca e l'assenza di un adeguato sistema di radionavigazione. Il 24 agosto 1940 un paio di equipaggi della Luftwaffe fuori rotta, convinti di volare sopra la campagna inglese, si alleggerirono del carico bellico. In realtà erano proprio sopra Londra e colpirono del tutto accidentalmente i quartieri centrali della capitale. Lo stesso Hitler aveva categoricamente vietato di bombardare la città, ma Churchill ne approfittò per ordinare al Bomber Command una rappresaglia su Berlino, nella speranza che il dittatore tedesco reagisse a sua volta colpendo città anziché continuare a martoriare gli aeroporti della RAF. Fu, per gli inglesi, il continuo procedere di una scia di insuccessi resi evidenti dal cosiddetto "rapporto Butt", sviluppato dal segretario del gabinetto di Guerra David Bensusan-Butt.

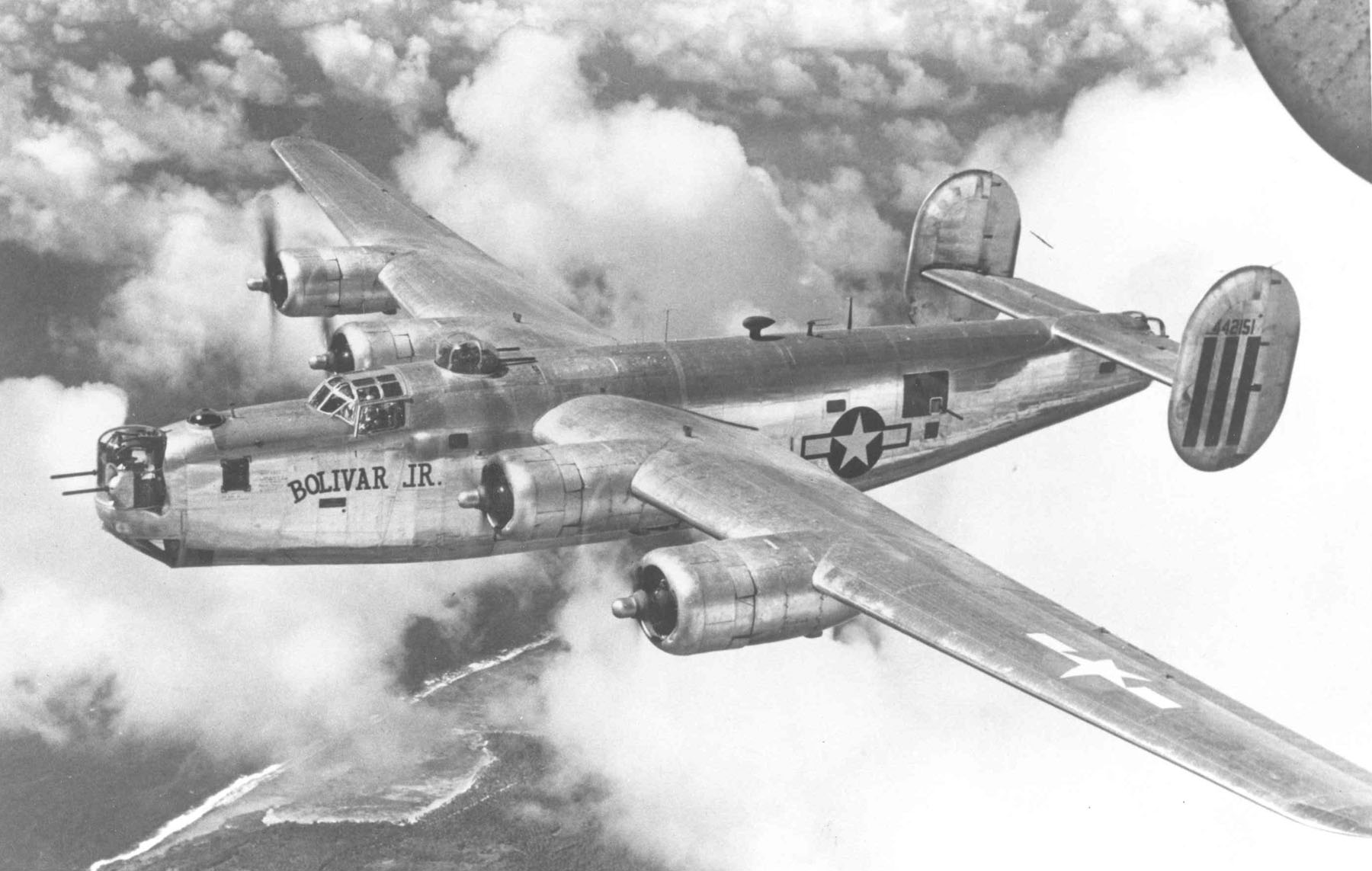
Bombardiere pesante quadrimotore Consolidated B-24 Liberator dell'USAAF.

Un primo cambiamento arrivò alla fine del febbraio 1942, quando Arthur Harris divenne comandante in capo del Bomber Command. Egli, tenace assertore del bombardamento a tappeto da condurre esclusivamente sulle città, riuscì a riscuotere il primo vero successo della RAF nel bombardamento di Lubecca e sfruttò appieno le proprie forze nell'operazione Millennium, il grande bombardamento di Colonia, Brema ed Essen. Nell'estate 1942 si cercò di migliorare la precisione degli equipaggi creando la Pathfinder Force, una speciale unità di bombardieri incaricata di colpire con bombe luminose gli obiettivi della missione che sarebbero poi stati colpiti dalla forza principale, inoltre era ampiamente operativo il sistema di radionavigazione GEE. Sui cieli tedeschi apparvero anche i bombardieri dell'VIII Bomber Command statunitense, parte della Eight Air Force, che coadiuvarono la RAF con voli diurni effettuati in formazioni concentrate, i combat box, per migliorare le capacità difensive e garantire almeno teoricamente una elevata precisione. La Germania era così colpita di giorno dagli statunitensi (che tuttavia impiegarono mesi per diventare pienamente efficienti), e di notte dai britannici.

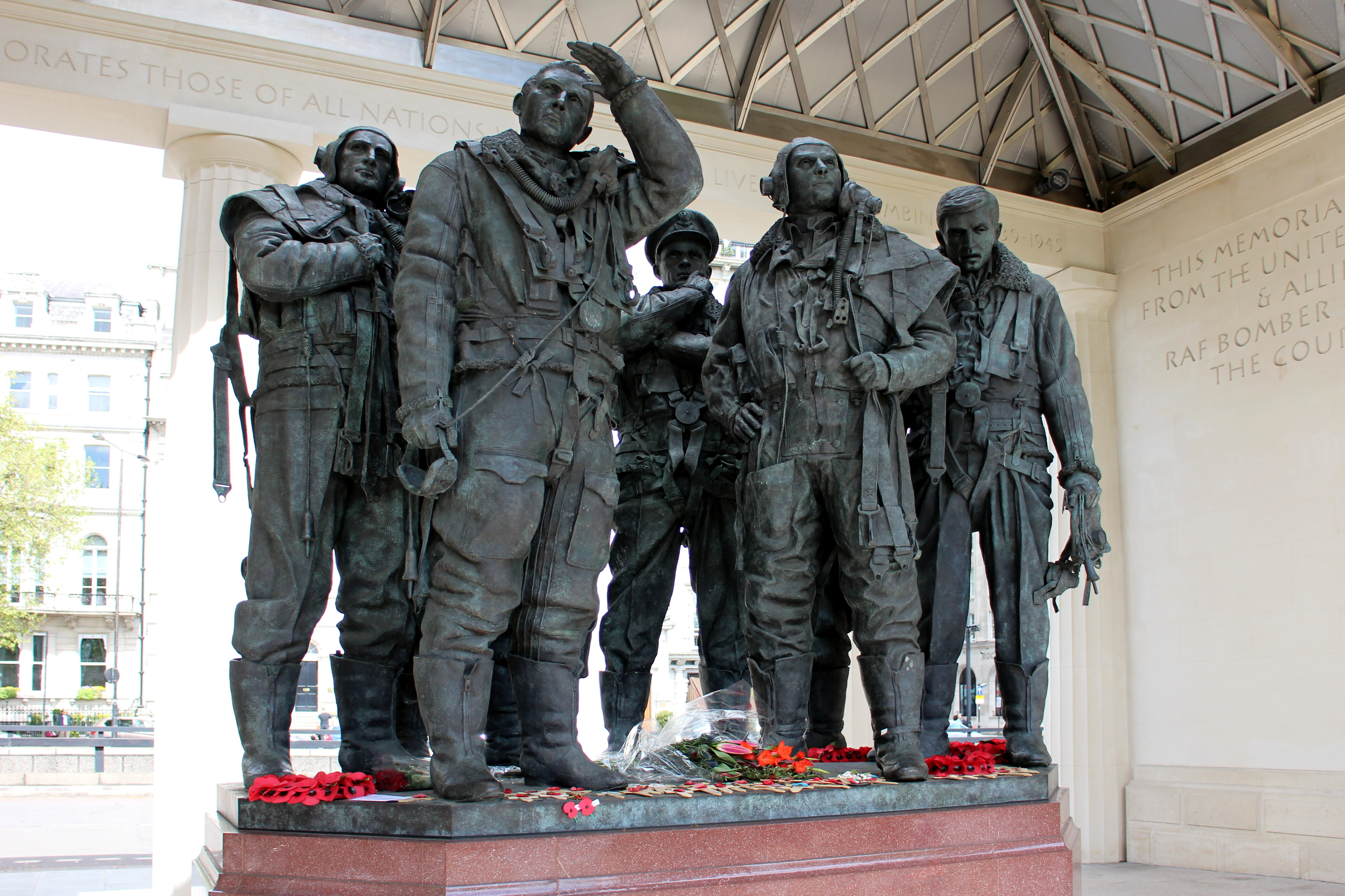
Particolare del Memoriale del RAF Bomber Command a Londra, dedicato agli equipaggi del Bomber Command.

Agli inizi del 1943 la conferenza di Casablanca ribadì la necessità di colpire dall'alto il suolo tedesco e la RAF cominciò ad usare i sistemi di radionavigazione "Oboe" e "H2S" che aiutarono gli equipaggi a riconoscere gli obiettivi loro designati. Lo sforzo di Harris si concretizzò da marzo a luglio nella battaglia della Ruhr, una delle zone più industrializzate della Germania e di conseguenza pesantemente difesa, ma sebbene numerose città vennero duramente segnate dai bombardieri britannici, la produzione industriale calò solamente del 3,2%. Da segnalare l'audace incursione, denominata "operazione Chastise", di un gruppo di Avro 683 Lancaster guidati da Guy Gibson che riuscirono, grazie a speciali bombe, a distruggere le dighe dell'Eder e del Möhne causando notevoli distruzioni alle zone "protette" dalle due costruzioni. Mentre ancora era in corso la battaglia della Ruhr Arthur Harris iniziò a pianificare l'operazione Gomorrah contro Amburgo, grande e prospero centro industriale e di comunicazioni. Dal 25 luglio al 3 agosto 1943 la città tedesca venne attaccata due volte dall'USAAF e quattro dalla RAF, ed ebbe il 73,97% delle superfici edificate raso al suolo con la morte di minimo 42.600 abitanti. Il Bomber Command dimostrò una volta per tutte, dopo gli insuccessi del periodo 1939-1942 e la svolta del bombardamento di Lubecca, di essere in grado di ridurre drasticamente il potenziale lavorativo, industriale ed economico di una città tedesca. L'attenzione inglese si spostò quindi sul centro di produzione dei missili V2 di Peenemünde, contro cui lanciò l'operazione Hydra, costata cara alla RAF ma che fece perdere due mesi di lavoro agli scienziati nazisti, e su Berlino, capitale del Terzo Reich. La battaglia aerea di Berlino iniziò nella notte tra il 18 e il 19 novembre 1943 e durò fino alla fine del marzo 1944; la città fu oggetto di numerosi raid, principalmente britannici, che devastarono interi quartieri, ma la FlaK e la caccia notturna tedesca furono molto attive e il periodo coincise, per il Bomber Command di Harris, con le più alte perdite patite durante l'intera seconda guerra mondiale.

## Bombardamenti statunitensi sul Giappone

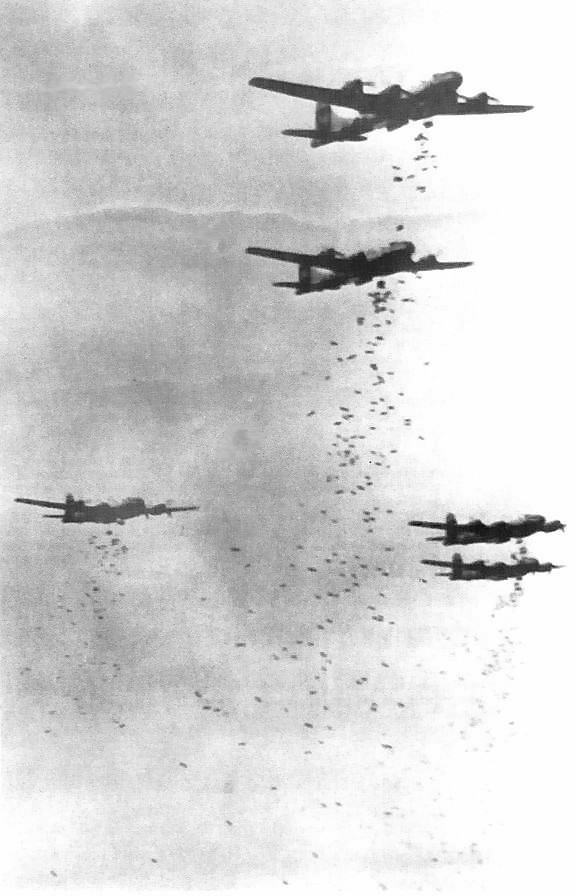
Un'incursione di B-29 sulle città giapponesi

Per alleggerire la pressione offensiva giapponese nell'area del Pacifico, gli statunitensi organizzarono il Raid su Tokyo, che fu il preludio della campagna di bombardamento che proseguì fino allo sgancio delle bombe atomiche su Hiroshima e Nagasaki e la resa del Giappone. La campagna vera e propria iniziò con la disponibilità dei bombardieri B-29 che, inquadrati nella XX Air Force e partendo da basi in territorio cinese, attaccarono il Giappone meridionale ed obbiettivi nella Cina occupata dai giapponesi e su Formosa durante l'operazione Matterhorn. Contro i B-29 venne anche adottata dai giapponesi la tattica di lanciarsi intenzionalmente con aerei da caccia contro i bombardieri cercando la collisione. Il primo esempio di questa tecnica fu registrato durante il raid del 20 agosto contro le acciaierie di Yawata. Il sergente Shigeo Nobe del 4º Sentai volò intenzionalmente con il suo Kawasaki Ki-45 contro un B-29; i rottami proiettati dall'esplosione, danneggiarono gravemente anche un altro B-29 che precipitò. Molti di questi velivoli furono distrutti in questo tipo di attacchi nei mesi successivi. Sebbene il termine "kamikaze" venga utilizzato per identificare questo tipo di attacchi, la parola non è utilizzata dalla storiografia giapponese che distingue tra attacchi suicidi alle navi e combattimenti aerei di questo tipo, non necessariamente suicidi.
I bombardamenti erano costosissimi visto che le bombe stesse dovevano essere trasportate in aereo oltre l'Himalaya e non ebbero risultati pratici rilevanti ma permisero di rodare la gestione dei gruppi da bombardamento. Oltre ai problemi logistici associati con le operazioni con partenza dalla Cina, i B-29 potevano raggiungere solo una limitata parte del Giappone partendo da quelle basi, gran parte del territorio giapponese rimaneva ad una distanza inaccessibile. La soluzione a questo problema sarebbe stata la conquista delle Isole Marianne che avrebbe portato obiettivi come Tokyo, distante 2400 km nel raggio delle "superfortezze volanti" (come erano chiamati i B-29). Fu quindi deciso nel dicembre 1943 di conquistare quelle isole.
Successivamente, non appena gli statunitensi occuparono le isole Marianne, il Giappone intero entrò nel raggio d'azione dei B-29. I lavori sulle isole iniziarono immediatamente con lo scopo di costruire aeroporti in grado di ospitare i B-29. Le operazioni iniziarono prima ancora della fine dei combattimenti sulle isole. Vennero costruiti in tutto cinque grandi aeroporti, di cui due sull'isola pianeggiante di Tinian, uno a Saipan e due a Guam. Ognuno era grande abbastanza per ospitare un bomb wing (stormo da bombardamento) costituito da quattro bomb group (gruppi da bombardamento), con un totale di 180 B-29 per aeroporto. Questa basi, che potevano essere rifornite per nave a differenza di quelle in Cina, non erano vulnerabili ad attacchi da terra da parte dell'esercito giapponese e divennero il punto di lancio di grandi attacchi aerei contro il Giappone condotti nell'ultimo anno di guerra. Il primo B-29 arrivò a Saipan il 12 ottobre 1944, prima ancora della ultimazione della base aerea e la prima missione di combattimento lanciata dalle basi delle Marianne partì il 28 ottobre 1944, costituita da 14 B-29 che attaccarono la base di sommergibili giapponesi dell'atollo di Truk. La prima missione contro il Giappone partita dalle basi delle Marianne si ebbe il 24 novembre 1944, con 111 B-29 mandati ad attaccare Tokyo. Da quella data, le missioni si intensificarono e vennero condotte con regolarità fino alla fine della guerra. Gli attacchi devastarono quasi tutte le grandi città giapponesi, con l'eccezione di Kyoto e qualcun'altra e danneggiarono gravemente le industrie belliche giapponesi. Meno nota ma con una valenza strategica, l'Operazione Starvation (fame) consistente in un programma di sgancio di mine antinave dagli aerei, venne eseguita dai B-29 contro le principali rotte navali e i porti giapponesi, e compromise seriamente la capacità nipponica di proseguire le operazioni belliche.
Da un documento del Comandante in Capo del Pacifico statunitense, si ottengono dati per il periodo di agosto 1945, secondo i quali i soli B-29 della neonata Strategic Air Force in sette giorni operarono danni immensi; per esempio il 1º agosto 774 aerei sganciarono su Honshū 6.632 tonnellate di bombe. In 14 mesi di missioni, i B-29 effettuarono 36 612 sortite, sganciando 169 421 tonnellate di bombe, perdendo 437 velivoli e oltre 300 uomini in combattimento; a loro viene accreditata la distruzione o il danneggiamento di 2285 velivoli nipponici dei quali solo 350 non in combattimento aereo.